# Atmosfear
Atmosfear és una sèrie de jocs de taula editat en 1991 per Phillip Tanner i Brett Clements.

## Trets comuns als joc
L'objectiu és aconseguir una clau de cada color abans que s'exhaureixi el temps. Aquest ve marcat per una cinta de vídeo (posteriorment dvd) que mostra l'enemic que cal batre i que dona instruccions durant la partida, apart de contribuir a l'atmosfera de por que dona nom als jocs.

## Nightmare
Va ser el primer joc de la sèrie. Es requeria un mínim de 3 jugadors i tenia un màxim de 6. Abans de començar el joc els jugadors agafaven un petit tros de paper i allà escrivien el seu pitjor malson. En assolir les claus, s'agafava un paper i si no er el propi malson, el jugador era declarat guanyador. Si això no s'aconseguia en el temps límit, el Gatekeeper (el personatge del casset) era anomenat vencedor.
El nom de Nightmare va ser més tard canviat per Atmosfear, per a la publicació fora dels Estats Units, Canadà i Austràlia, per exemple, a Anglaterra, perquè no es confongués amb la versió de joc de taula de Knightmare. El joc ha tingut moltes seqüeles, sota els dos noms, Nightmare i Atmosfear.

## Els emissaris
Va suposar una gran millora a la sèrie. Presentava per primera vegada els emissaris, els dominants dels 6 terror-toris (territoris que componien el tauler), els quals eren Gevaudà, l'home llop, Helin, el poltergeist, Khufu, la momia, Anne de Chantraine, la bruixa, Baró Samedi, el zombi i Elisabeth Bàthory, la vampira. La partida consistia en més o menys el mateix que Nightmare, però amb més contingut. A més a més les claus atorgaven poders diferents segons el personatge triat com a fitxa.

## El guardià
En aquest, el Gatekeeper (el guardià) presidia el joc, aquesta vegada, en un DVD. Cada partida era diferent, i oferia mini-jocs interactius (dins de la mateixa partida). Augmentaven les possibilitats de robar-se claus entre jugadors.

## Khufu la mòmia
En aquest, Khufu la mòmia presidia el joc. El joc s'ambientava en la piràmide-casino de Khufu, on reptava als emissaris a una mena de joc d'apostes. L'objectiu del joc és aconseguir col·locar els teus 4 escarabats, un en cada habitació del tauler, i després reptar a Khufu al Repte Final de Khufu, una mena de poker. Però, per col·locar els escarabats s'havia de guanyar l'aposta de l'aposent indicat. El problema era que Khufu apareixeria contínuament en la pantalla, amb un humor bastant peculiar, castigant a la gent com si fossin insectes i fent el joc impossible.
En aquesta nova seqüela apareix per primera vegada Medusa, la gorgona, que, atès que Khufu era qui presidia el joc, no podia estar jugant-hi, per això necessitava un substitut.